# Волосовски рејон
Волосовски рејон (рус. Волосовский район) административно-територијална је јединица другог нивоа и општински рејон у југозападном делу Лењинградске области, на северозападу европског дела Руске Федерације.
Административни центар рејона је град Волосово. Према проценама националне статистичке службе Русије за 2015, на територији рејона је живела 51.888 становника или у просеку око 19,29 ст/км².

## Географија
Волосовски рејон смештен је у југозападном делу Лењинградске области. Обухвата територију површине 2.690,093 км², и по том параметру налази се на 14. месту међу 17 рејона у области (заузима укупно 3,65% обласне територије). Са севера је ограничен територијом Ломоносовског рејона, на истоку је Гатчињски, а на југу Лушки рејон. На западу и југозападу су Кингисепшки и Сланчањски рејон. Административни центар рејона, град Волосово, налази се на око 85 километра југозападно од историјског центра Санкт Петербурга. У смеру север-југ Волосовски рејон се простире дужином од 65 километара, односно 55 км у правцу запад-исток.
Волосовски рејон налази се у равничарском и делимично замочвареном подручју на подручју географске микрорегије Ижорског побрђа. Нешто издигнутији терен налази се једино на крајњем северу рејона. Под шумама је више од две трећине рејонске територије.
Преко рејонске територије протичу укупно 34 реке укупне дужине 535 километара. Најважнији водоток је река Луга са својим притокама Врудом (60 км) и Оредежом. У источном делу рејона налази се заштићено подручје од регионалног значаја, категорије комплексног споменика природе (МУЗП категорија III) Извориште реке Оредеж код места Донцо са вештачким Кјурљевским језером (насталим потапањем некадашњег напуштеног каменолома).

## Историја
Волосовски рејон као административна јединица Лењинградског округа Лењинградске области успостављен је 1. августа 1927, и у његов састав је првобитно укључено 27 сеоских општина некадашње лењинградске губерније.

## Демографија и административна подела
Према подацима пописа становништва из 2010. на територији рејона је живело укупно 49.443 становника, док је према процени из 2015. ту живела 51.888 становника, или у просеку 19,29 ст/км². По броју становника Волосовски рејон се налази на 15. месту у области и његова популација чини свега 2,92% свеукупне обласне популације. Једино градско насеље на територији рејона је град Волосово, који је уједно и административни центар, и у којем живи око четвртине укупне популације.
| 1959.  | 1970.  | 1979.  | 1989.  | 2002.  | 2010.  | 2015.   |
| ------ | ------ | ------ | ------ | ------ | ------ | ------- |
| 40.068 | 38.583 | 40.309 | 46.908 | 48.128 | 49.443 | 51.888* |

Напомена:* Према процени националне статистичке службе.
На подручју рејона постоје укупно 202 насељена места, међусобно подељена на 15 сеоских и једну градску општину.

## Привреда и саобраћај
Најважнија привредна активност на подручју рејона је пољопривреда, а под ораницама и пашњацима је нешто више од четвртине укупне територорије. Најдоминантније делатности су млечно говедарство и узгој кромпира.
Најважнији саобраћајни правци су пруга Гатчина—Ивангород и друмски правац А180 Санкт Петербург—Ивангород.